# يوسف شكور
لواء أركان حرب يوسف راغب شكور (1926 - 14 سبتمبر 2018) هو رئيس أركان الجيش العربي السوري الأسبق إبان حرب أكتوبر 1973، خلفاً للعماد مصطفى طلاس، وهو من الشخصيات البارزة التي ظهرت في تاريخ حزب البعت العربي الاشتراكى، كما شغل منصب سفيراً لسوريا لدى فرنسا، كما شغل أيضا منصب نائب رئيس اللجنة السياسية في وزارة الخارجية.

## حياته
ولد في حمص سنة 1926، تخرج من الكلية الحربية، إلتحق بالجيش ورقي ووصل إلي رتبة رئيس أركان الحرب، وكان رئيس أركان الحرب، أثناء حرب أكتوبر 1973.
ابنته لمياء شكور هي سفيرة سوريا في فرنسا منذ 2009، ووزارة الخارجية السورية الحالية.

## وفاته
توفي شكور في 14 سبتمبر 2018، وأقيمت له جنازة عسكرية بناء علي طلب من الرئيس السوري بشار الأسد.